# Castelo de San Luis de Bocachica
O Castelo de San Luis de Bocachica é um antigo forte militar espanhol, que fica situado na baía de Bocachica, na região de Tierrabomba, em Cartagena das Índias, Colômbia. Após o ataque de Edward Vernon na Guerra da orelha de Jenkins, em 1741, na batalha conhecida como sítio de Cartagena das Índias, em que ficou parcialmente destruído, sendo sucedido pelo forte do Castelo de San Fernando de Bocachica. Seu nome se deve ao governador local que ordenou a sua construção, Luis Fernández de Córdoba e atualmente serve como um museu.

## História
Em 1640, duas embarcações portuguesas naufragaram na baía de Bocagrande, o que provocou a alteração na estratégia de defesa daquela região, mudando o foco para a baía de Bocachica. O governador Luis Fernández de Córdoba contrata o engenheiro Juan de Somovilla para que desenhasse um castelo fortificado na região. Desse forma, Somovilla traça a fortificação em 1646. Entre 1646 e 1649, o engenheiro Juan Bautista Antonelli leva a cabo a construção do Castelo.
Em 1689, o engenheiro Juan Betín inclui uma plataforma, reforçando a frente do canal. Em 1697, é atacado e parcialmente destruído. Em 1715, o engenheiro Juan de Herrera y Sotomayor é incumbido de reconstruir o Castelo, que fica pronto no mesmo ano, além de ter a construção de armazéns e cárcere. Entretanto, estas obras acabaram não sendo concluídas, já que o forte seria atacado por Edward Vernon em 1741, que provocou a destruição quase total do castelo. A defesa estava a cargo de Blas de Lezo. Neste ataque, tido como o maior ataque anfíbio da história até o Desembarque da Normandia, em que os britânicos recrutaram 186 naves a bordo das quais iam 2.620 peças de artilharia e mais de 27 mil homens, entre os que se incluíam 10 mil soldados britânicos encarregados de iniciar o assalto, 12600 marinheiros, mil cataneiros escravos da Jamaica e 4 mil recrutas da Virgínia. Neste ataque, abriram fogo de forma simultânea as naves britânicas a razão de 62 tiros de canhão por hora.

## Fonte
- «Sociedad de Mejoras Públicas de Cartagena» (em espanhol)